# Mea culpa (álbum de After Forever)
Mea Culpa es un álbum recopilatorio de la banda neerlandesa de metal sinfónico, After Forever. El disco uno incluye canciones de la etapa de Mark Jansen con la banda, mientras que el segundo incluye canciones posteriores a su partida.

## Disco uno
1. «Mea Culpa» (A-capella Version) - 1:50
2. «Follow in the Cry» - 4:05
3. «Yield to Temptation» - 5:53
4. «Silence from Afar» - 5:54
5. «Wings of Illusion» - 7:23
6. «Beyond Me» (Gruntless Version) - 6:12
7. «Forlorn Hope» - 6:23
8. «For the Time Being» - 5:06
9. «Imperfect Tenses» - 4:11
10. «Monolith of Doubt» (versión sencillo) - 3:33
11. «Intrinsic» - 6:54
12. «Emphasis» - 4:19
13. «My Pledge of Allegiance» #1 - The Sealed Fate - 6:28
14. «Who Wants to Live Forever» (Cover de Queen) - 4:41

## Disco dos
1. «My Choice/The Evil That Men Do|The Evil That Men Do» (Cover de Iron Maiden) (versión sencillo) - 3:20
2. «Glorifying Means» - 5:02
3. «My Choice/The Evil That Men Do|My Choice» (Acoustic Version) - 4:03
4. «Beneath» - 4:54
5. «Digital Deceit» (versión sencillo) - 4:09
6. «Two Sides/Boundaries Are Open|Two Sides» (versión sencillo) - 3:17
7. «Sins of Idealism» (versión sencillo) - 4:12
8. «Eccentric» (Versión orquestal) - 4:36
9. «Life's Vortex» (versión sencillo) - 4:37
10. «Blind Pain» (Aggressive Version) - 4:18
11. «Being Everyone» (versión sencillo) - 3:10
12. «Face Your Demons» (Versión sencillo) - 5:01
13. «Taste the Day» - 2:56
14. «Two Sides/Boundaries Are Open|Boundaries Are Open» (versión sencillo) - 3:30
15. «Come» - 5:05
16. «Attendance» (Industrial Remix) - 3:04
17. «Live and Learn» - 4:25
18. «Strong» (Piano Versión) - 6:13

- Datos: Q17622094